# Burg Fürsteneck

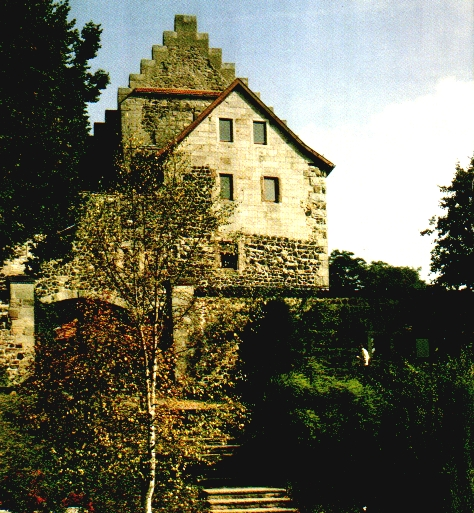
Burg Fürsteneck vanuit het zuiden (ca. 1990)

De Burg Fürsteneck is een kasteel in Duitsland, gelegen tussen de steden Fulda en Bad Hersfeld in de gemeente Eiterfeld. Het ligt op een 406 meter hoge heuvel.

## Geschiedenis
Het kasteel bestaat sinds ongeveer 1250. Het behoorde tot de abdij van Fulda. Sinds 1802 is het kasteel eigendom van de Duitse deelstaat Hessen.

## Huidige functie
Sinds 1952 is in het kasteel een academie voor beroeps- en cultureel onderwijs gevestigd.